# Routes auxiliaires de la route 97
Il y a quatre routes auxiliaires de la route 97. La plupart d'entre elles servent la région de l'Okanagan dans la région intérieure de la Colombie-Britannique.

## Route 97A
La Route 97A est une route de 65 km (40 mi) entre la route 97 près de Vernon et la route 1 à Sicamous. Les autres communautés sur le trajet de la route sont Spallumcheen, Armstrong et Enderby.

### Intersections majeures
| District régional     | Ville        | km    | Destinations                                     | Notes                              |
| --------------------- | ------------ | ----- | ------------------------------------------------ | ---------------------------------- |
| North Okanagan        | Spallumcheen | 0,00  | BC-97 – Kamloops, Vernon, Kelowna                | La BC-97A sud devient la BC-97 sud |
| North Okanagan        | Spallumcheen | 4,87  | Larkin Cross Road / Otter Lake Cross Road        | Échangeur                          |
| North Okanagan        |              | 32,52 | BC-97B nord – Salmon Arm                         | Terminus sud de la BC-97B          |
| Columbia-Shuswap      | Sicamous     | 65,39 | Main Street                                      | Carrefour giratoire                |
| Columbia-Shuswap      | Sicamous     | 65,49 | BC-1 – Kamloops, Salmon Arm, Revelstoke, Calgary |                                    |
| - Transition de route |              |       |                                                  |                                    |

## Route 97B
La Route 97B est une route de 14 km (8,7 mi) reliant Grindrod à Salmon Arm. Elle est une route auxiliaire de la route 97A.

### Intersections majeures
| District régional | Ville      | km    | Destinations                         | Notes                              |
| ----------------- | ---------- | ----- | ------------------------------------ | ---------------------------------- |
| North Okanagan    |            | 0,00  | BC-97A – Sicamous, Enderby, Vernon   | La BC-97A sud devient la BC-97 sud |
| Columbia-Shuswap  | Salmon Arm | 14,43 | BC-1 – Kamloops, Revelstoke, Calgary |                                    |
|                   |            |       |                                      |                                    |

## Route 97C
La Route 97C est une route de 224 km (139 mi) divisée en deux segments, un premier ouest / est et un deuxième sud / nord. Le segment ouest / est a des sections autoroutières et en voie rapide, formant un lien important entre les Basses-terres continentales et la Vallée de l'Okanagan au sud de Kelowna. Elle est connue comme l'Okanagan Connector ou le Coquihalla Connector. Elle croise la route 5 à Merritt et, au nord de Merritt, elle devient une route secondaire à deux voies qui prend fin à l'intersection avec la route 1 / route 97 à Cache Creek.

## Route 97D
La Route 97D est une route de 24 km (15 mi) reliant la route 97C à Logan Lake à la route 5 près de Lac Le Jeune. La route 97D permet un accès plus direct entre Logan Lake et Kamloops sans devoir passer par Merritt. Officiellement, la route 97D continue vers l'est sur 4 km (2 mi)depuis la route 5 jusqu'à Lac le Jeune Road; cependant, ce segment est non-indiqué.

### Intersections majeures
| District régional     | Ville      | km    | Destinations                                                  | Notes                                   |
| --------------------- | ---------- | ----- | ------------------------------------------------------------- | --------------------------------------- |
| Thompson-Nicola       | Logan Lake | 0,00  | BC-97C / Tunkawa Lake Road – Ashcroft, Cache Creek, Merritt   | La BC-97D ouest devient la BC-97C ouest |
| Thompson-Nicola       |            | 24,33 | BC-5 nord (Coquihalla Highway) – Kamloops, Merritt, Vancouver | Sortie 336 de la BC-5                   |
| - Transition de route |            |       |                                                               |                                         |